# Fiat 503
El Fiat 503 es un automóvil de gama media producido por la empresa italiana Fiat entre 1926 y 1927.

## Características
El modelo estaba basado en la misma mecánica que los modelos Fiat 501 y 502, pero su chasis era más largo que los anteriores modelos y su motor más potente, con 27 CV de potencia a 3.000 rpm, aunque su cilindrada seguía siendo la misma que los modelos citados anteriormente; 1.460 cc, impulsados por 4 cilindros. El modelo también tiene una caja de cambios manual de 4 velocidades. A diferencia de los modelos anteriores, poseía frenos en las cuatro ruedas y tracción trasera.
Su sistema de encendido era por imanes. Tenía 4 asientos y llegó a alcanzar una velocidad máxima de 75 km/h.
El modelo se produjo solo durante dos años, pero llegaron a producirse 42.421 unidades, en versiones sedán, limusina y cabrio. 

## Especificaciones
- Motor:

1. 4 cilindros en línea con 1460 cc.
2. Válvulas laterales
3. 27 CV a 2.600 rpm.

- Suspensión:

1. Delantera: Eje rígido con elásticos laterales
2. Trasera: Eje rígido con elásticos laterales
3. Distancia entre ejes: 2750 mm.
4. Trocha (delantera / trasera): 1400 mm / 1400 mm.

- Frenos:	Tambores en las cuatro ruedas.

- Caja: 4 velocidades manual.

- Peso:

1. Berlina: 1.100 kg